# Ethiolo
Ethiolo (ou Etiolo ou Etyolo) est un village du sud-est du Sénégal, à une dizaine de kilomètres de la frontière avec la Guinée.

## Histoire
Village caractéristique du pays bassari, Ethiolo a fait l'objet de plusieurs études anthropologiques approfondies, remontant notamment jusqu'en 1900.

## Administration
Ethiolo est le chef-lieu de la communauté rurale de Ethiolo, dans l'arrondissement de Dar Salam, le département de Salemata et la région de Kédougou.

## Géographie
Les localités les plus proches sont Egnissara, Egatie, Mbass, Ngop, Mbon, Kote et Etiolo Epingue.

### Population
Les habitants sont des Bassari,et une minaurité Peulh leur langue est le bassari et poular, les bassari parfois appelée tenda.
Selon le PEPAM (Programme d'eau potable et d'assainissement du Millénaire), Ethiolo compterait 614 habitants et 67 ménages.